# Liste des élections générales saskatchewanaises
Ceci est un sommaire des résultats des élections générales provinciales dans la province canadienne de Saskatchewan depuis sa création en 1905. Ne sont inclus dans ces tableaux que les partis et candidats ayant été élus à l'Assemblée législative de la Saskatchewan.

## 1905 à 1919
| Parti        | Parti              | 1905   | 1905     | 1908   | 1908     | 19121  | 19121    | 1917   | 1917     |
| ------------ | ------------------ | ------ | -------- | ------ | -------- | ------ | -------- | ------ | -------- |
| Parti        | Parti              | Sièges | Voix (%) | Sièges | Voix (%) | Sièges | Voix (%) | Sièges | Voix (%) |
|              | Libéral            | 16     | 52,25    | 27     | 50,79    | 46     | 56,96    | 51     | 56,68    |
|              | Conservateur²      | 9      | 47,47    | 14     | 47,88    | 7      | 41,98    | 7      | 36,30    |
|              | Autres/Indépendant | -      | 0,28     | -      | 1,35     | 1      | 1,06     | 1      | 2,36     |
| Total sièges | Total sièges       | 25     | 25       | 41     | 41       | 54     | 54       | 59     | 59       |

1 Les résultats pour l'élection de 1912 incluent les résultats de l'élection partielle tenue 8 septembre 1913 pour combler la vacance dans Cumberland après l'annulation des résultats dans cette circonscription lors de l'élection générale.

² Le parti participe aux élections de 1905 et 1908 sous le nom de Provincial Rights Party. Il devient le Parti conservateur de la Saskatchewan en 1912.

## 1920 à 1939
| Parti        | Parti             | 1921   | 1921     | 1925   | 1925     | 1929   | 1929     | 1934   | 1934     | 1938   | 1938     |
| ------------ | ----------------- | ------ | -------- | ------ | -------- | ------ | -------- | ------ | -------- | ------ | -------- |
| Parti        | Parti             | Sièges | Voix (%) | Sièges | Voix (%) | Sièges | Voix (%) | Sièges | Voix (%) | Sièges | Voix (%) |
|              | Libéral           | 46     | 51,39    | 50     | 51,51    | 28     | 45,56    | 50     | 48,00    | 38     | 45,45    |
|              | Conservateur      | 2      | 3,94     | 3      | 18,35    | 24     | 36,44    | -      | 26,75    | -      | 11,87    |
|              | Progressiste      | 6      | 7,52     | 6      | 23,04    | 5      | 6,92     | -      | -        | -      | -        |
|              | PSD               | -      | -        | -      | -        | -      | -        | -      | -        | 10     | 18,73    |
|              | Crédit social     | -      | -        | -      | -        | -      | -        | -      | -        | 2      | 15,90    |
|              | Autre/Indépendant | 91     | 29,21    | 4²     | 6,47     | 6      | 9,06     | 5³     | 23,96    | 24     | 2,24     |
| Total sièges | Total sièges      | 63     | 63       | 63     | 63       | 63     | 63       | 55     | 55       | 52     | 52       |

1 7 indépendants, 1 conservateur indépendant, 1 indépendant pro-gouvernement

² 2 indépendants, 1 travailliste-libéral, 1 libéral indépendant

³ Farmer-Labour

4 Unité

## 1940 à 1959
| Parti        | Parti             | 1944   | 1944     | 1948   | 1948     | 1952   | 1952     | 1956   | 1956     |
| ------------ | ----------------- | ------ | -------- | ------ | -------- | ------ | -------- | ------ | -------- |
| Parti        | Parti             | Sièges | Voix (%) | Sièges | Voix (%) | Sièges | Voix (%) | Sièges | Voix (%) |
|              | PSD               | 47     | 53,13    | 31     | 47,56    | 42     | 54,06    | 36     | 45,25    |
|              | Libéral           | 5      | 35,42    | 19     | 30,60    | 11     | 39,27    | 14     | 30,34    |
|              | Crédit social     | -      | 0,06     | -      | 8,09     | -      | 3,90     | 3      | 21,48    |
|              | Autre/Indépendant | -      | -        | 21     | 3,28     | -      | -        | -      | -        |
| Total sièges | Total sièges      | 52     | 52       | 52     | 52       | 53     | 53       | 53     | 53       |

1 1 indépendant, 1 conservateur libéral

## 1960 à 1979
| Parti        | Parti                     | 1960   | 1960     | 1964   | 1964     | 1967   | 1967     | 1971   | 1971     | 1975   | 1975     | 1978   | 1978     |
| ------------ | ------------------------- | ------ | -------- | ------ | -------- | ------ | -------- | ------ | -------- | ------ | -------- | ------ | -------- |
| Parti        | Parti                     | Sièges | Voix (%) | Sièges | Voix (%) | Sièges | Voix (%) | Sièges | Voix (%) | Sièges | Voix (%) | Sièges | Voix (%) |
|              | PSD/NPD1                  | 37     | 40,76    | 25     | 40,30    | 24     | 44,35    | 45     | 55,00    | 39     | 40,07    | 44     | 48,12    |
|              | Libéral                   | 17     | 32,67    | 32     | 40,40    | 35     | 45,57    | 15     | 42,82    | 15     | 31,67    | -      | 13,78    |
|              | Progressiste-conservateur | -      | 13,95    | 1      | 18,90    | -      | 9,78     | -      | 2,13     | 7      | 27,62    | 17     | 38,08    |
| Total sièges | Total sièges              | 54²    | 54²      | 58²    | 58²      | 59     | 59       | 60     | 60       | 61     | 61       | 61     | 61       |

1Le Parti social démocratique devient le Nouveau Parti démocratique en 1967
²Un siège déclaré nul

## 1980 à 1999
| Parti        | Parti                     | 1982   | 1982     | 1986   | 1986     | 1991   | 1991     | 1995   | 1995     | 1999   | 1999     |
| ------------ | ------------------------- | ------ | -------- | ------ | -------- | ------ | -------- | ------ | -------- | ------ | -------- |
| Parti        | Parti                     | Sièges | Voix (%) | Sièges | Voix (%) | Sièges | Voix (%) | Sièges | Voix (%) | Sièges | Voix (%) |
|              | NPD                       | 9      | 37,64    | 25     | 45,20    | 55     | 51,05    | 42     | 47,21    | 29     | 38,73    |
|              | Progressiste-conservateur | 55     | 54,07    | 38     | 44,61    | 10     | 25,54    | 5      | 17,92    | -      | 0,40     |
|              | Parti saskatchewanais     | -      | -        | -      | -        | -      | -        | -      | -        | 25     | 39,61    |
|              | Libéral                   | -      | 4,51     | 1      | 9,99     | 1      | 23,39    | 11     | 34,70    | 4      | 20,15    |
| Total sièges | Total sièges              | 64     | 64       | 64     | 64       | 66     | 66       | 58     | 58       | 58     | 58       |

## Depuis 2000
| Parti        | Parti                 | 2003   | 2003     | 2007   | 2007     | 2011   | 2011     | 2016   | 2016     | 2020   | 2020     |
| ------------ | --------------------- | ------ | -------- | ------ | -------- | ------ | -------- | ------ | -------- | ------ | -------- |
| Parti        | Parti                 | Sièges | Voix (%) | Sièges | Voix (%) | Sièges | Voix (%) | Sièges | Voix (%) | Sièges | Voix (%) |
|              | NPD                   | 30     | 44,68    | 20     | 37,21    | 9      | 31,97    | 10     | 30,20    | 13     | 31,82    |
|              | Parti saskatchewanais | 28     | 39,35    | 38     | 50,81    | 49     | 64,25    | 51     | 62,36    | 48     | 61,12    |
| Total sièges | Total sièges          | 58     | 58       | 58     | 58       | 58     | 58       | 61     | 61       | 61     | 61       |

## Source
- Elections Saskatchewan